# Clubs de futbol campions del món
La llista inclou tots els clubs campions del món oficials FIFA.

## Competicions
Les competicions oficialment (de iure) vàlides per al títol mundial FIFA són:

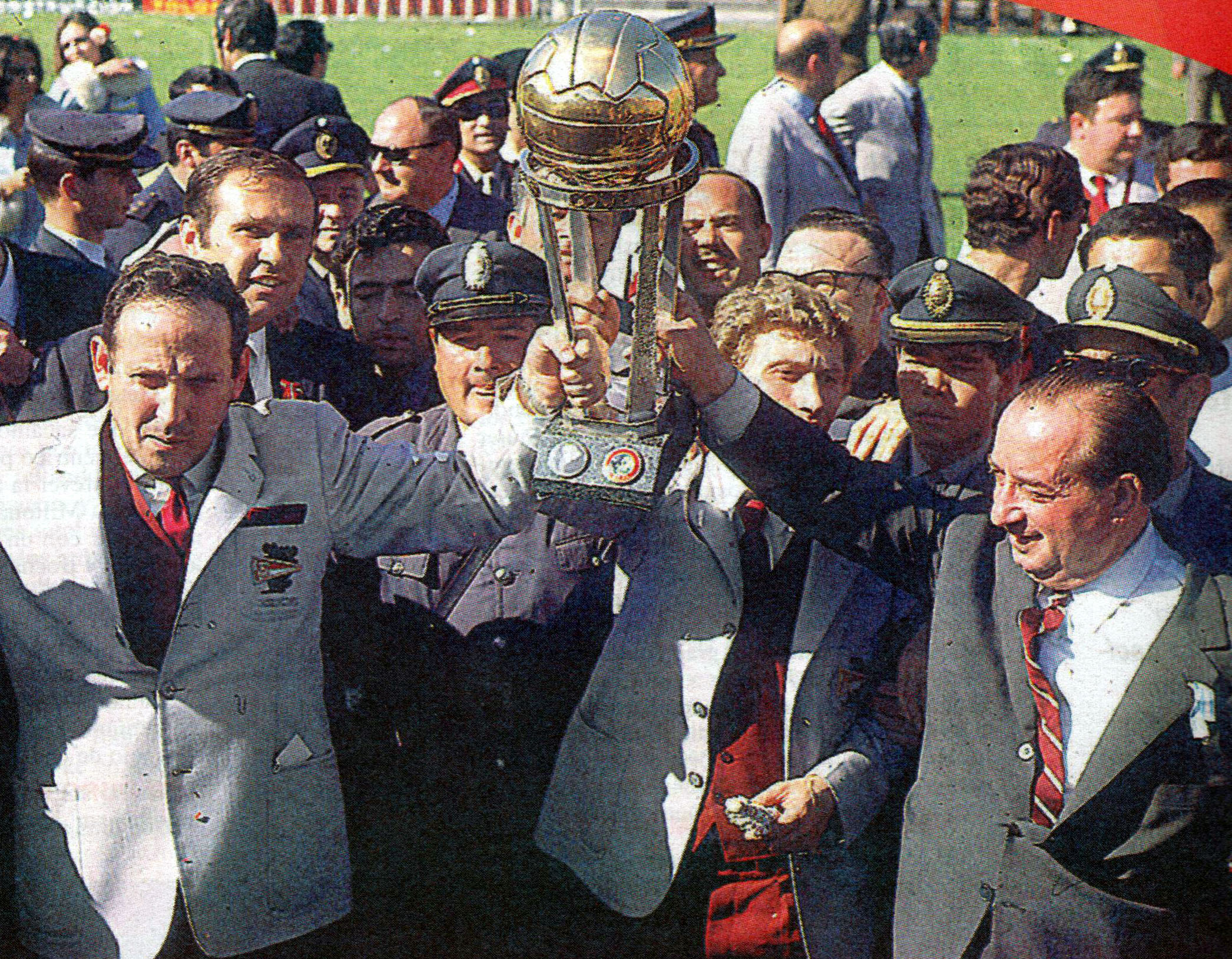
Copa Intercontinental 1968.

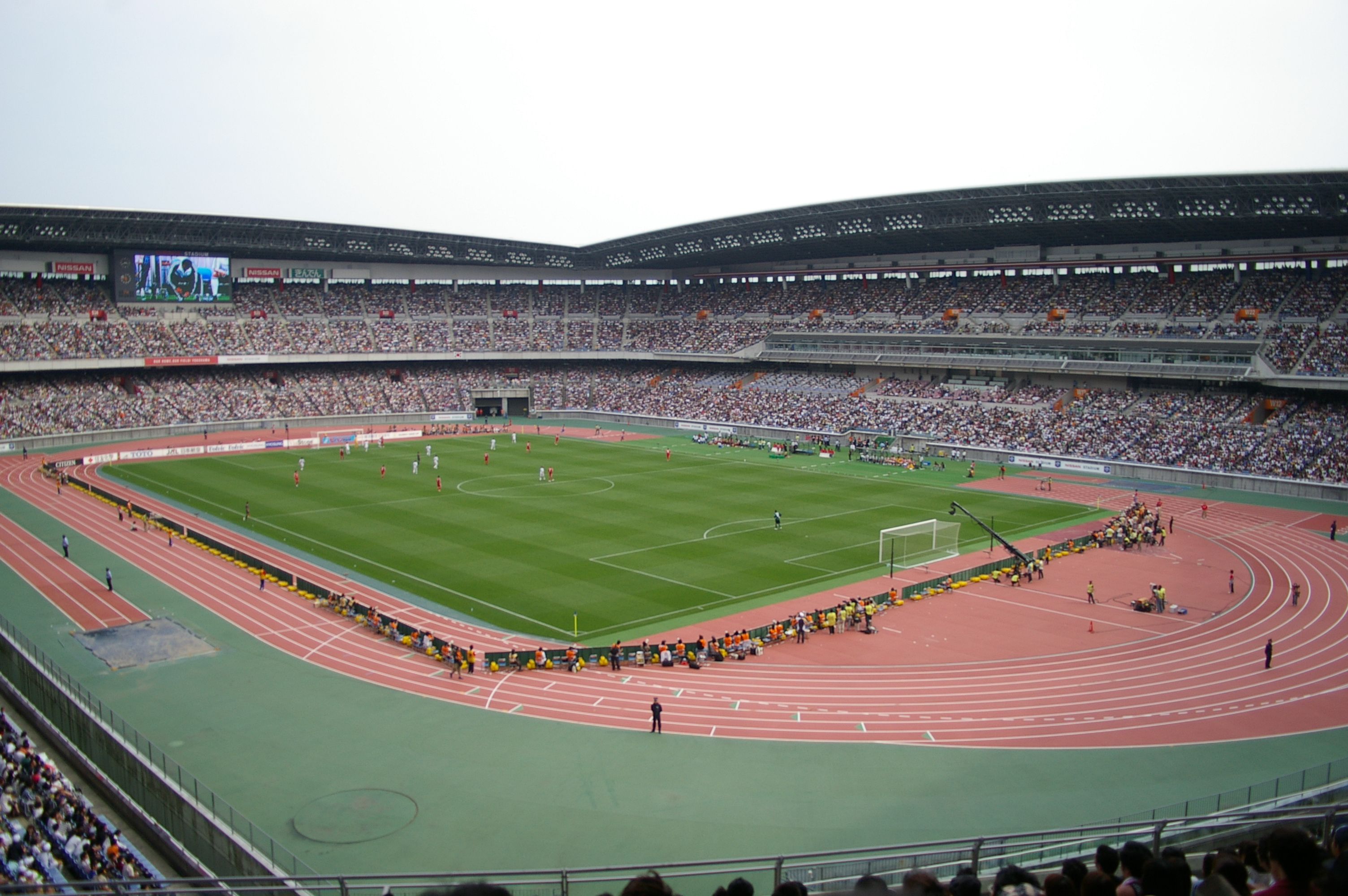
Estadi Internacional de Yokohama, seu de diverses finals de tornejos.

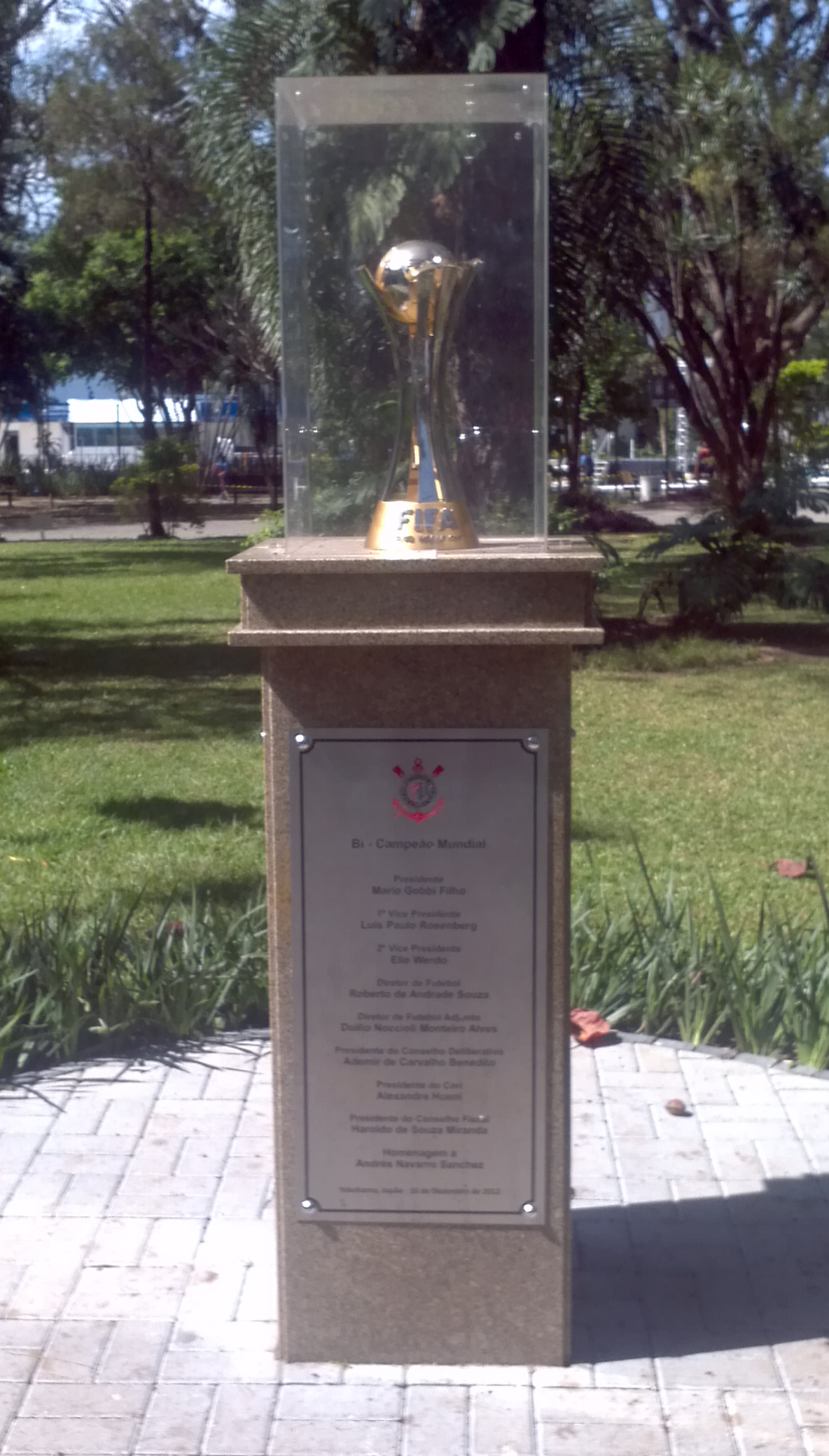
Campionat del Món de Clubs de futbol

- Copa Intercontinental (1960-2004):

L'impulsor de la Copa Intercontinental fou Henri Delaunay, que volia crear una competició per mesurar el millor club del món, i que enfrontaria als campions d'Europa i Amèrica del Sud, els dos continents més poderosos futbolísticament parlant (sobretot en aquells anys). Europa ja tenia el seu campió, la Copa d'Europa de futbol, però Sud-amèrica encara no tenia cap competició similar. La confederació sud-americana (CONMEBOL) creà aquesta competició i l'anomenà fent referència als herois de la independència sud-americana amb el nom de Copa Libertadores. Per fi, un campionat del món de clubs era viable. La primera edició de la Copa Intercontinental es disputà el 1960 entre el Reial Madrid i el CA Peñarol.
L'empresa Toyota assumí el paper de patrocinador el 1980. A partir d'aquella edició i fins a la seva desaparició la competició es disputà cada any a partit únic en terreny neutral, al Japó; es disputà fins al 2004, any en què la FIFA la reemplaçà pel mundial de clubs. La Copa Intercontinental, a partir del 2017 té oficialment l'estatus de Copa del Món de Clubs, que assigna el títol de campió mundial de la FIFA.
- Campionat del Món de Clubs de futbol (o Copa del Món de Clubs):

La primera edició de la competició es disputà el mes de gener de l'any 2000 al Brasil. La competició fou creada per la FIFA amb la intenció de reemplaçar la Copa Intercontinental de futbol, disputada entre els campions d'Europa i Sud-amèrica.

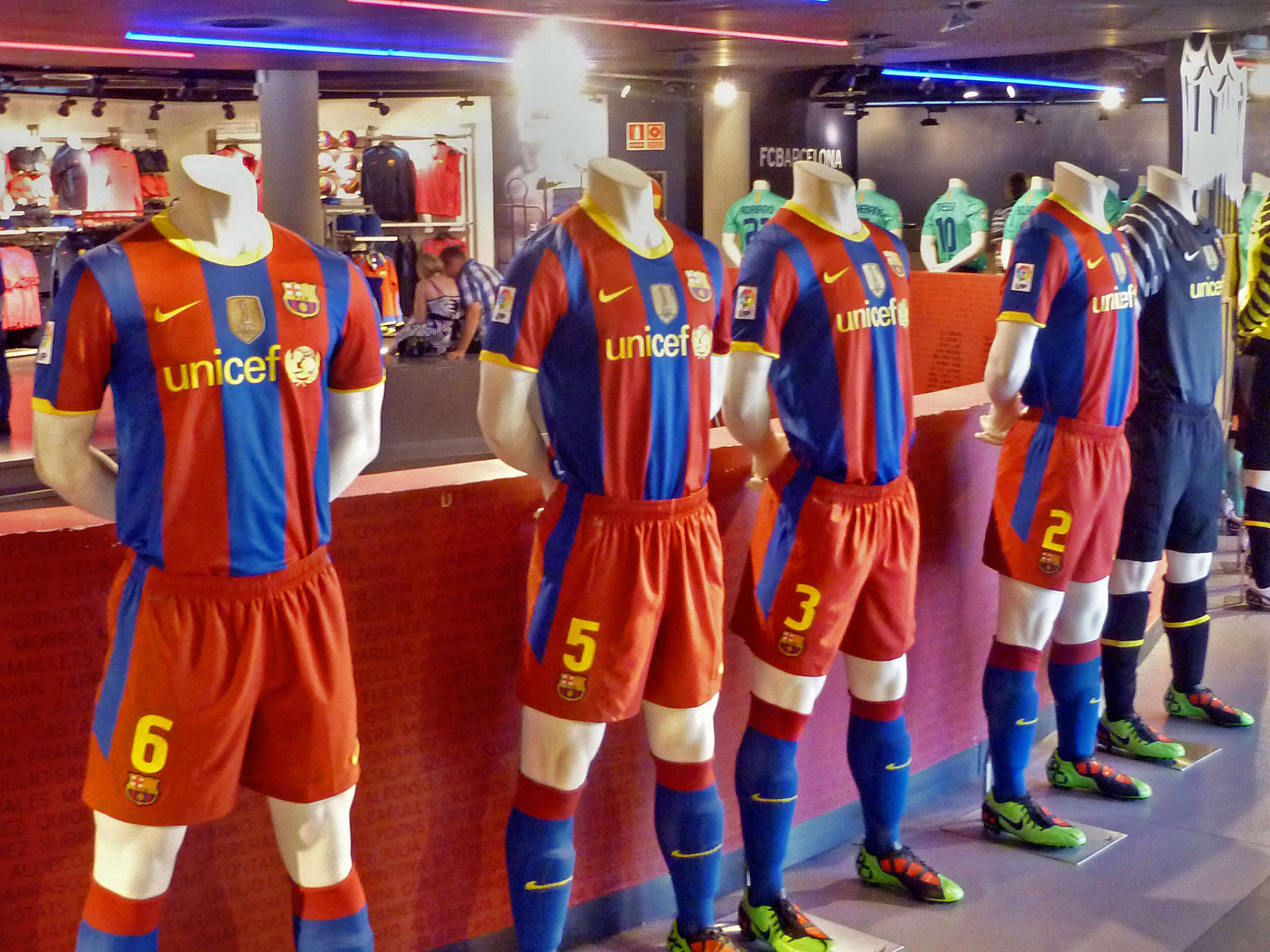
Escut de Campió del món FIFA a la samarreta de FC Barcelona

L'any següent es planificà un segon campionat a disputar a Espanya amb la participació de 12 clubs. La competició, però, no tenia gaire atractius i provocà el col·lapse del soci de la FIFA encarregat de sufragar les despeses de l'esdeveniment, la International Sports and Leisure. La competició es cancel·là. La FIFA replantejà la competició i finalment es tornà a disputar l'any 2005 al Japó amb la participació dels sis campions continentals, reemplaçant la Copa Intercontinental.
El club campió porta a la samarreta un escut que el designa com a Campió del món FIFA fins al final de l'any següent.
- Copa Intercontinental de la FIFA:

La competició, que atorga el títol mundial anual, compta només amb els sis clubs campions de cada confederació de la FIFA i es disputa com un torneig d'eliminació directa, en què el club europeu té reservat el passi directe a la final. Aquest torneig, que va reprendre el nom de l'antiga Copa Intercontinental, és una nova versió del format anual del Mundial de Clubs de la FIFA, amb la diferència que ja no hi participa un club representant del país que actua com a seu.

## Victòries
| Club                     | Federació     | Victòries | Copa Intercontinental | Copa del Món de Clubs            | Copa Intercontinental FIFA |
| ------------------------ | ------------- | --------- | --------------------- | -------------------------------- | -------------------------- |
| Reial Madrid CF          | Espanya       | 9         | 3 (1960, 1998, 2002)  | 5 (2014, 2016, 2017, 2018, 2022) | 1 (2024)                   |
| AC Milan                 | Itàlia        | 4         | 3 (1969, 1989, 1990)  | 1 (2007)                         |                            |
| Bayern de Múnic          | Alemanya      | 4         | 2 (1976, 2001)        | 2 (2013, 2020)                   |                            |
| Peñarol                  | Uruguai       | 3         | 3 (1961, 1966, 1982)  |                                  |                            |
| Nacional                 | Uruguai       | 3         | 3 (1971, 1980, 1988)  |                                  |                            |
| Boca Juniors             | Argentina     | 3         | 3 (1977, 2000, 2003)  |                                  |                            |
| São Paulo                | Brasil        | 3         | 2 (1992, 1993)        | 1 (2005)                         |                            |
| Inter de Milà            | Itàlia        | 3         | 2 (1964, 1965)        | 1 (2010)                         |                            |
| FC Barcelona             | Espanya       | 3         |                       | 3 (2009, 2011, 2015)             |                            |
| Santos                   | Brasil        | 2         | 2 (1962, 1963)        |                                  |                            |
| CA Independiente         | Argentina     | 2         | 2 (1973, 1984)        |                                  |                            |
| AFC Ajax                 | Països Baixos | 2         | 2 (1972, 1995)        |                                  |                            |
| Juventus FC              | Itàlia        | 2         | 2 (1985, 1996)        |                                  |                            |
| FC Porto                 | Portugal      | 2         | 2 (1987, 2004)        |                                  |                            |
| Manchester United FC     | Anglaterra    | 2         | 1 (1999)              | 1 (2008)                         |                            |
| SC Corinthians           | Brasil        | 2         |                       | 2 (2000, 2012)                   |                            |
| Racing Club              | Argentina     | 1         | 1 (1967)              |                                  |                            |
| Estudiantes de La Plata  | Argentina     | 1         | 1 (1968)              |                                  |                            |
| Feyenoord                | Països Baixos | 1         | 1 (1970)              |                                  |                            |
| Atlètic de Madrid        | Espanya       | 1         | 1 (1974)              |                                  |                            |
| Olimpia Asunción         | Paraguai      | 1         | 1 (1979)              |                                  |                            |
| Flamengo                 | Brasil        | 1         | 1 (1981)              |                                  |                            |
| Grêmio                   | Brasil        | 1         | 1 (1983)              |                                  |                            |
| River Plate              | Argentina     | 1         | 1 (1986)              |                                  |                            |
| Estrella Roja de Belgrad | Iugoslàvia    | 1         | 1 (1991)              |                                  |                            |
| Vélez Sarsfield          | Argentina     | 1         | 1 (1994)              |                                  |                            |
| Borussia Dortmund        | Alemanya      | 1         | 1 (1997)              |                                  |                            |
| Sport Club Internacional | Brasil        | 1         |                       | 1 (2006)                         |                            |
| Liverpool FC             | Anglaterra    | 1         |                       | 1 (2019)                         |                            |
| Chelsea FC               | Anglaterra    | 1         |                       | 1 (2021)                         |                            |
| Manchester City          | Anglaterra    | 1         |                       | 1 (2023)                         |                            |